# Anden-Sattelrückentamarin
Der Anden-Sattelrückentamarin (Leontocebus leucogenys, Syn.: Saguinus leucogenys) ist eine Art aus der Familie der Krallenaffen (Callitrichidae), die im nördlichen Peru auf der östlichen Seite der Anden vorkommt. Das Verbreitungsgebiet liegt zwischen dem Oberlauf von Río Marañón und dem Río Huallaga.

## Merkmale
Der Anden-Sattelrückentamarin erreicht eine Kopf-Rumpf-Länge von 22,5 bis 23 cm, hat einen 30,5 bis 33 cm langen Schwanz und ein Gewicht von 350 bis 400 g. Der Kopf, die Schultern, Arme, Kehle und der obere Brustbereich sind überwiegend schwarz, schwarz-braun, manchmal auch agutifarben, wobei die Außenseiten der Arme einen orangefarbenen Schimmer zeigen können. Die Außenseite der Schenkel sind orangefarben, mit dunklen Flecken. Ihre Innenseiten, die untere Brust und der Bauch sind rötlich, verwaschen rötlich-schwarz oder rötlich und schwarz gestreift. Die Oberseiten von Füßen und Händen sind schwarz. Der Rücken ist schwarz und gelbbraun gestreift. Anders als der Schwarzmanteltamarin (Leontocebus weddelli) ist der Anden-Sattelrückentamarin zwischen den Augen nicht weiß. Mit Ausnahme der rötlichen Basis ist der Schwanz schwarz. Äußerlich sichtbare unbehaarte Haut, z. B. im Gesicht oder an den Geschlechtsteilen, ist schwarz.

## Lebensraum

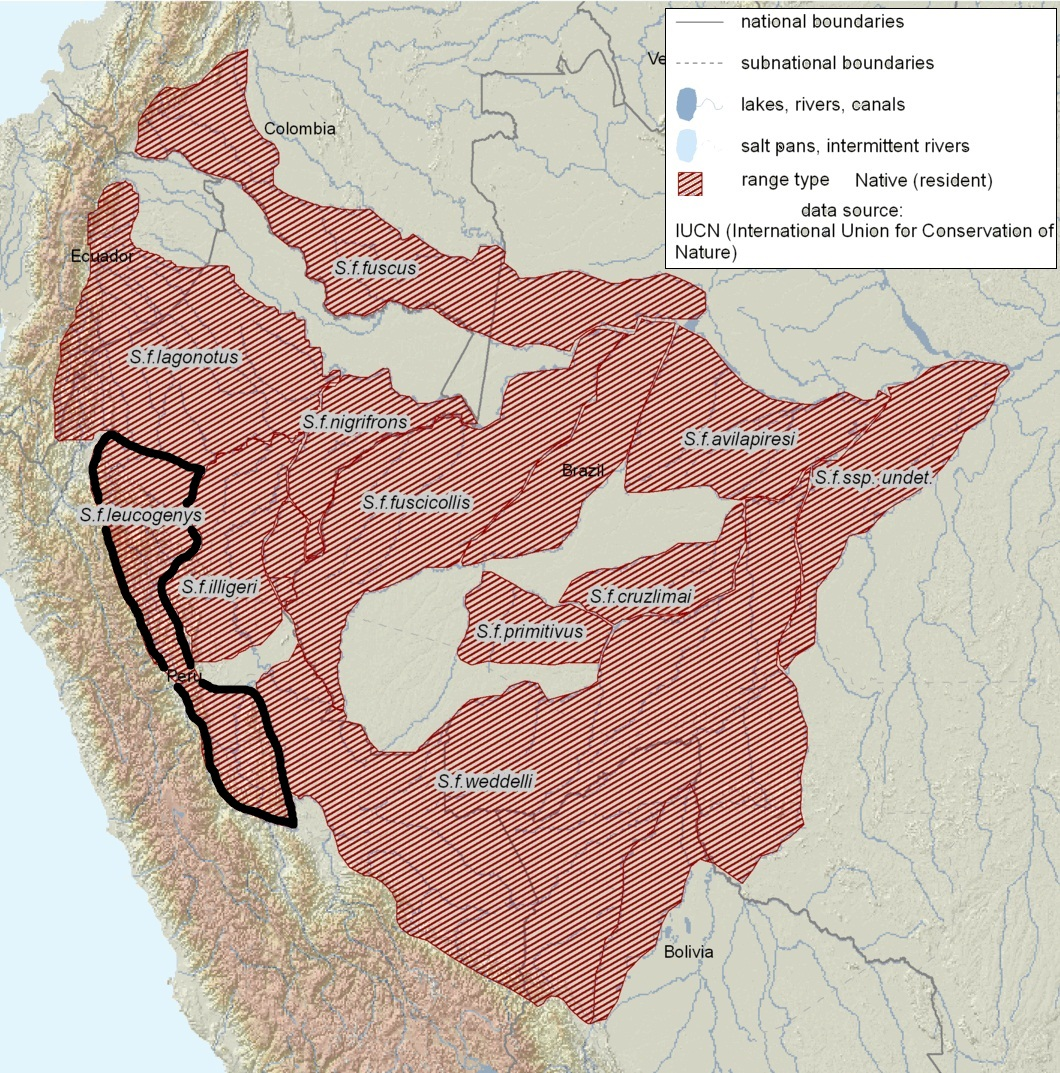
Im schwarzen Rahmen die Verbreitung des Anden-Sattelrückentamarins

Der Anden-Sattelrückentamarin lebt im Bergregenwald an der Ostseite der Anden bis in Höhen von 900 bis 1000 Metern. Dabei werden sowohl Primär- als auch Sekundärwälder und Galeriewälder besiedelt. Er ernährt sich von kleinen Früchten, Nektar, Baumsäften und kleinen Tieren. Über seine Fortpflanzung ist bisher nichts Genaueres bekannt.

## Systematik
Der Anden-Sattelrückentamarin wurde 1866 durch den  britischen Zoologen John Edward Gray beschrieben. Er galt lange Zeit als Unterart des Braunrückentamarins (Leontocebus fuscicollis), wird in neueren Veröffentlichungen aber als eigenständige Art angesehen. Molekulargenetische Untersuchungen zeigen allerdings, das die nördliche Population des Anden-Sattelrückentamarins näher mit dem Schwarzkopftamarin (Leontocebus illigeri) verwandt ist, während die südliche Population, aus der die Typusexemplare entnommen wurden und die sich durch einen sehr dunklen Vorderkörper von der nördlichen unterscheidet, eine Klade mit dem Braunrückentamarin, dem Schwarzstirntamarin (L. nigrifrons) und dem Schwarzmanteltamarin (L. weddelli) bildet. Beide werden durch den Río Pachitea getrennt.